# 浅野斉賢
浅野 斉賢（あさの なりかた）は、安芸国広島藩の第8代藩主。浅野家23代当主。

## 生涯
安永2年（1773年）、第7代藩主・浅野重晟の次男として生まれる。安永4年（1775年）4月9日、嫡子となる。天明7年（1787年）3月15日、将軍徳川家斉に拝謁する。寛政元年（1789年）2月23日、元服し、従四位下・右京大夫に任官する。将軍徳川家斉より偏諱を授かり斉賢と名乗る。寛政6年12月16日（1795年）、侍従に任官する。寛政11年（1799年）8月21日、父の隠居により家督を継ぐ。通称を安芸守に改める。文化13年12月16日（1817年）、左少将に任官する。文政13年（1830年）に58歳で死去し、跡を長男の斉粛が継いだ。

## 事績
- 先代・重晟の藩財政再建・殖産策を継承し、藩政は安定に向かった。
- 藩儒・頼杏坪らに命じ、藩内の地誌『芸藩通志』を編纂させた。
- 文化7年（1810年）に重晟とともに浅野家初代浅野長政らを祀る新たな位牌堂を造営し、のちの饒津神社の前身となった。
- 将棋を愛好し、文化9年（1812年）10月28日に大橋宗桂（10代）を屋敷に招き、将棋を指している。
- ロシアに漂着し、文化10年（1813年）5月に安芸に帰国した久蔵と面会した。久蔵は帰国の際に、種痘苗をガラスの器に入れて持ちかえっており、これが広島県にもたらされた最初の種痘苗であるとされている。久蔵はその効果を藩と斉賢に進言しているが信じてもらえず、広島藩に牛種痘法が広まることはなかった。

## 系譜
- 父：浅野重晟（1743-1814）
- 母：陽姫（1751-1773） - 徳川宗勝の九女
- 正室：織子女王（1780-1796） - 有栖川宮織仁親王第一王女
- 継室：泰君 - 徳大寺実祖の娘
- 側室：梅梢院（宮川氏）
  - 長男：浅野斉粛（1817-1868）
- 生母不明の子女
  - 女子：輝 - 美代、松平直温正室、のち上杉斉定継室
  - 女子：秋元久朝正室
  - 女子：久美 - 前田利保正室
  - 女子：歌姫 - 見明院、溝口直諒正室
  - 女子：益 - 細川斉護正室
  - 女子：溝口直諒継室
  - 女子：嘉代 - 信楽院、宗義和正室
  - 女子：加代子 - 立花鑑備正室